# Barrage de Manciès
Le barrage du Manciès est un barrage hydroélectrique au fil de l'eau sur la Garonne France département de la Haute-Garonne, en région Occitanie.

## Localisation
Situé sur la commune de Carbonne à 40 km au sud de Toulouse. C'est le premier barrage sur la Garonne à l'amont de Toulouse.

## Données techniques

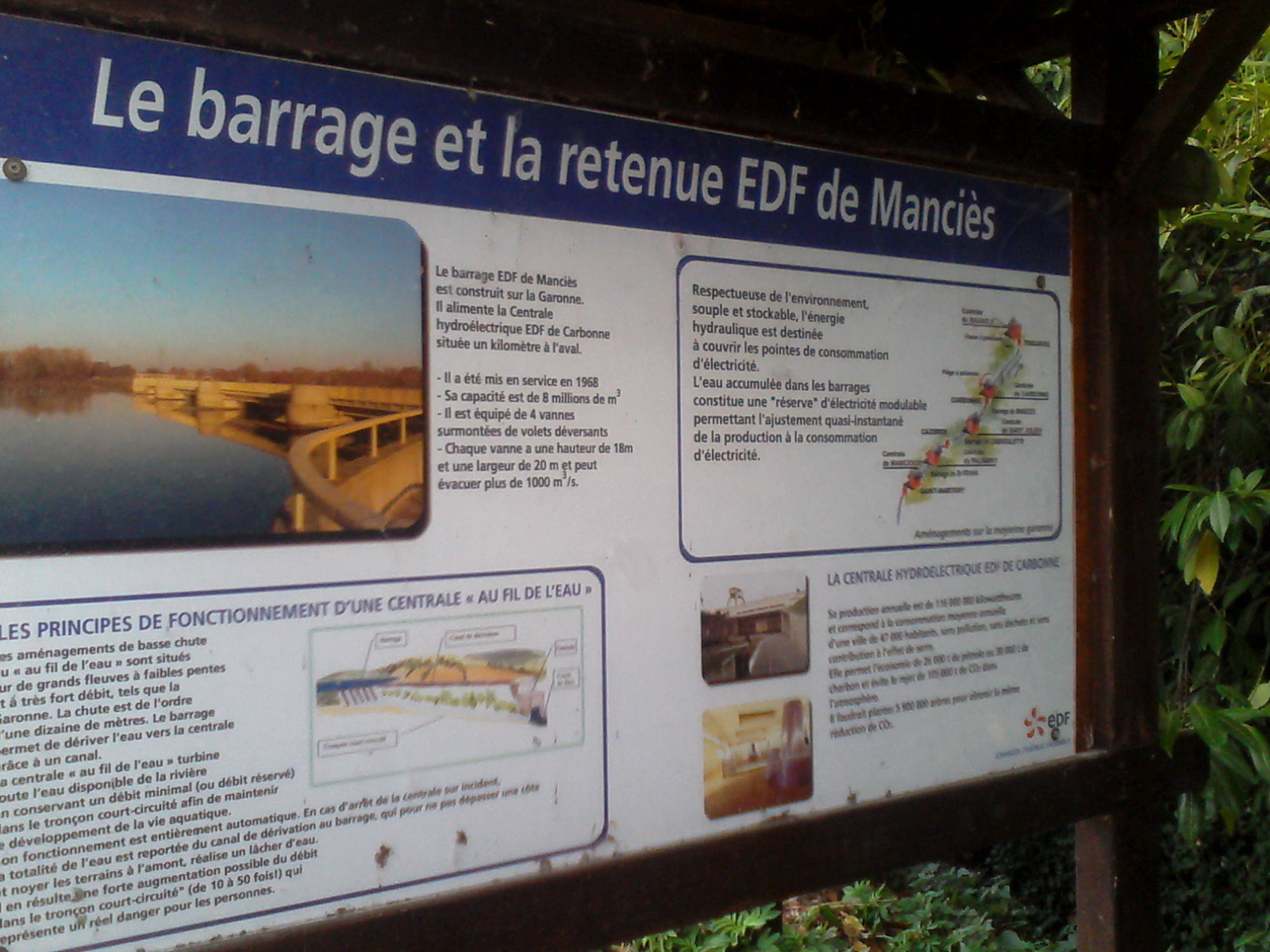
Données techniques

C'est un barrage en remblai au fil de l'eau de 210 mètres et béton ou barrage mobile à clapets de 97 mètres (longueur totale du barrage 310 mètres plus une prise d'eau de 59 mètres), haut de 18,5 mètres pour une retenue de 8 millions de m³.
Le barrage alimente par un canal de dérivation long de 1,2 km l'usine hydroélectrique de Carbonne qui est constituée de deux turbines de type Kaplan de 15 MW, pour une puissance installée de 30 MW pour une production annuelle de 116 GWh/an.

## Lac de retenue
La retenue forme un lac qui arrose quatre communes Saint-Julien, Rieux-Volvestre, Salles-sur-Garonne et Carbonne.

## Historique
La construction débute en 1965, pour une mise en service en 1968.

## Loisirs et activités

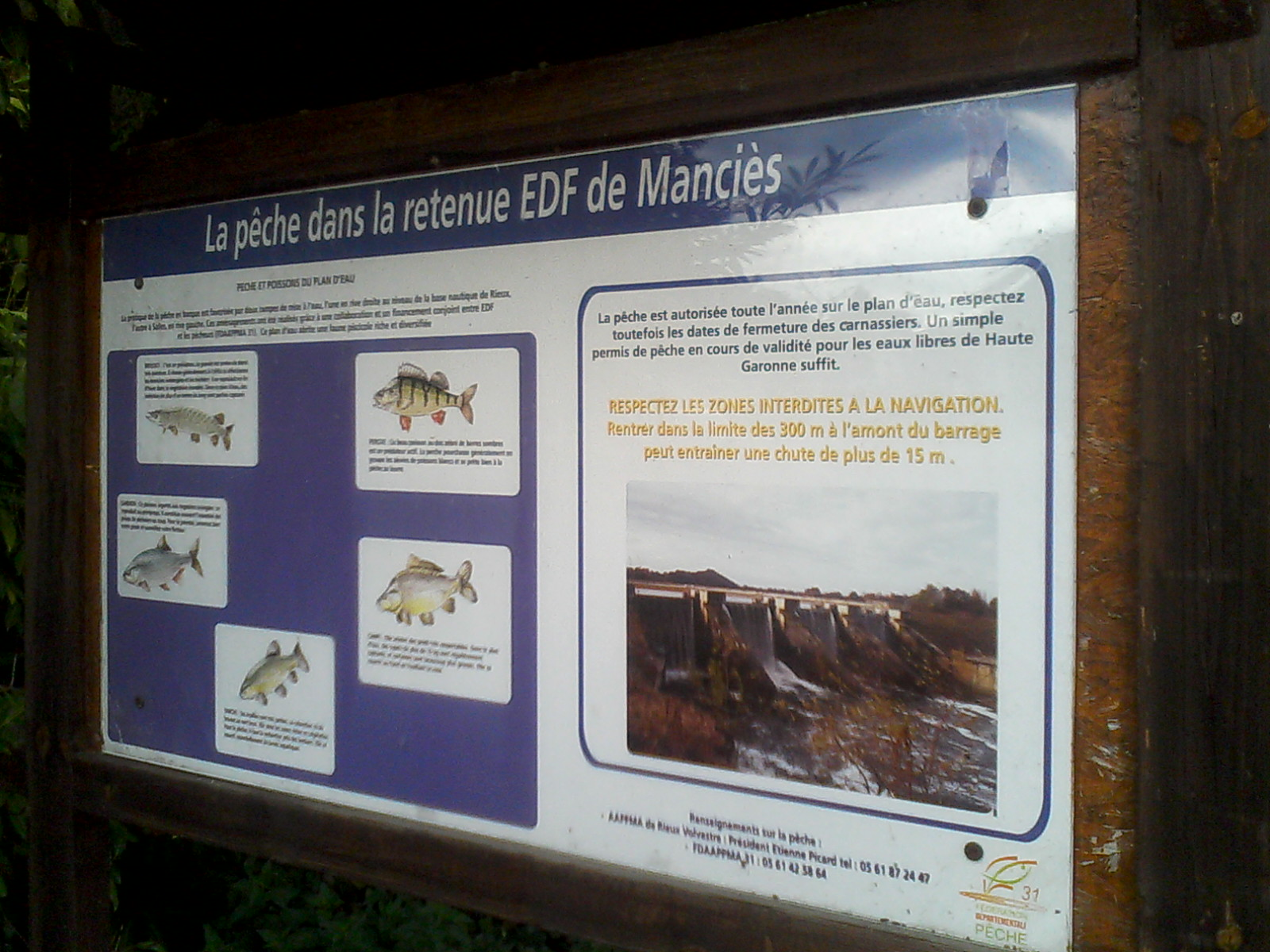
Recommandations et poissons pour la retenue de Mancies

La pêche et la voile sont les principales activités sportives présente sur la retenue, club de voile de Carbonne, club de voile de l'ASPTT, base nautique EDF et base nautique de Rieux-Volvestre. Il sert aussi pour l'irrigation avec de nombreux pompage tout le long de ses berges.